# Emfuleni
Emfuleni es un municipio local sudafricano situado en el distrito de Sedibeng, en la provincia de Gauteng.

## Superficie
Emfuleni tiene una superficie de 965,6 km².

## Demografía
En 2022, tenía 945 650 habitantes, una densidad poblacional de 979,3 hab./km², y 297 910 viviendas.